# Josef K
Josef K fue una banda escocesa de post-punk, activa entre 1979 y 1982.
Se formó en 1979 en la capital escocesa de Edimburgo y estaba conformada por los músicos Paul Haig (voz y guitarra), Malcolm Ross (guitarra), David Weddell (baja - sustitución del bajista original Gary McCormack , quien dejó la banda para tocar en The Exploited), entrenamiento vigoroso punk británico) y Ronnie Torrance (batería).
A pesar de que sólo acaba de lanzar un álbum del mismo, logrado un éxito moderado, que desde entonces resultaron influyente en muchas bandas que siguieron.

## Historia
Tras editar su primer sencillo (Chance Meeting) en el sello Absolute, Josef K pasaron a formar parte del hoy legendario sello Postcard, plataforma para la que, tras una serie de singles (entre ellos un doble 7” compartido con Orange Juice, con quienes también girarían en repetidas ocasiones, sirviendo ambas bandas de referencia para aquel nuevo “sonido de la joven Escocia”), grabarían Sorry For Laughing durante dos semanas de 1980. Ni la banda ni el sello quedaron contentos con el sonido del álbum, que acabó siendo archivado.
El segundo intento de la banda dio mejores frutos. The Only Fun In Town, grabado en menos de una semana, fue editado en 1981 llegando a encabezar al poco tiempo de su edición las listas independientes del Reino Unido.
El grupo, desde su fundación reacio a la adopción de los clichés típicos del rock, esquivos (no daban entrevistas, no solían hacer bises en sus conciertos, las fotos que hay de la banda son contadas) y dispuestos a tener una corta vida, se separaba en 1982 dejando espacio a sus miembros para comenzar irregulares carreras en solitario (caso de Paul Haig), empezar nuevas bandas (Wedell y Torrance se aliaron con Momus en The Happy Family) o enrolarse en grupos amigos de creciente éxito (Malcolm Ross pasó a ser miembro oficial de Orange Juice).

## Estilo Musical
La música de Josef K es fría y es nerviosa, directa pero distante; hay algo elegante, muy lejano al exabrupto punk; contención, humor e ironía posmoderna sustituyendo al paroxismo no future; los ritmos invitan al baile (es funk, pero congelado y blanco) a pesar de no ser nada amables, las guitarras puntean los tiempos de forma rítmica, ruidosa, disonante, creando tensión y textura; las voces se adaptan al humor instrumental de los temas e imprimen personalidad al conjunto.

## Influencia
Josef K demostraría ser una gran influencia en varias bandas 1980s posteriores, incluyendo The June Brides y The Wedding Present (que también nunca hago bises). También se influyeron más tarde bandas del grupo como Franz Ferdinand, Interpol, The Futureheads, The Vaccines y The Rapture, y que fueron descritas en 2006 como "una de las bandas más influyentes de Gran Bretaña".

## Discografía

### Álbumes de estudio
- The Only Fun in Town (Postcard Records [LP])

### Sencillos
- Radio Drill Time (Postcard 80-3 [7"])
- It's Kinda Funny (Postcard 80-5 [7"])
- Chance Meeting (Postcard 81-5 [7"])